# Arquidiócesis de Newark
La arquidiócesis de Newark (en latín: Archidioecesis Novarcensis y en inglés: Roman Catholic Archdiocese of Newark) es una circunscripción eclesiástica de la Iglesia católica en Estados Unidos. Se trata de una arquidiócesis latina, sede metropolitana de la provincia eclesiástica de Newark. Desde el 7 de noviembre de 2016 su arzobispo es el cardenal Joseph William Tobin, de la Congregación del Santísimo Redentor.

## Territorio y organización

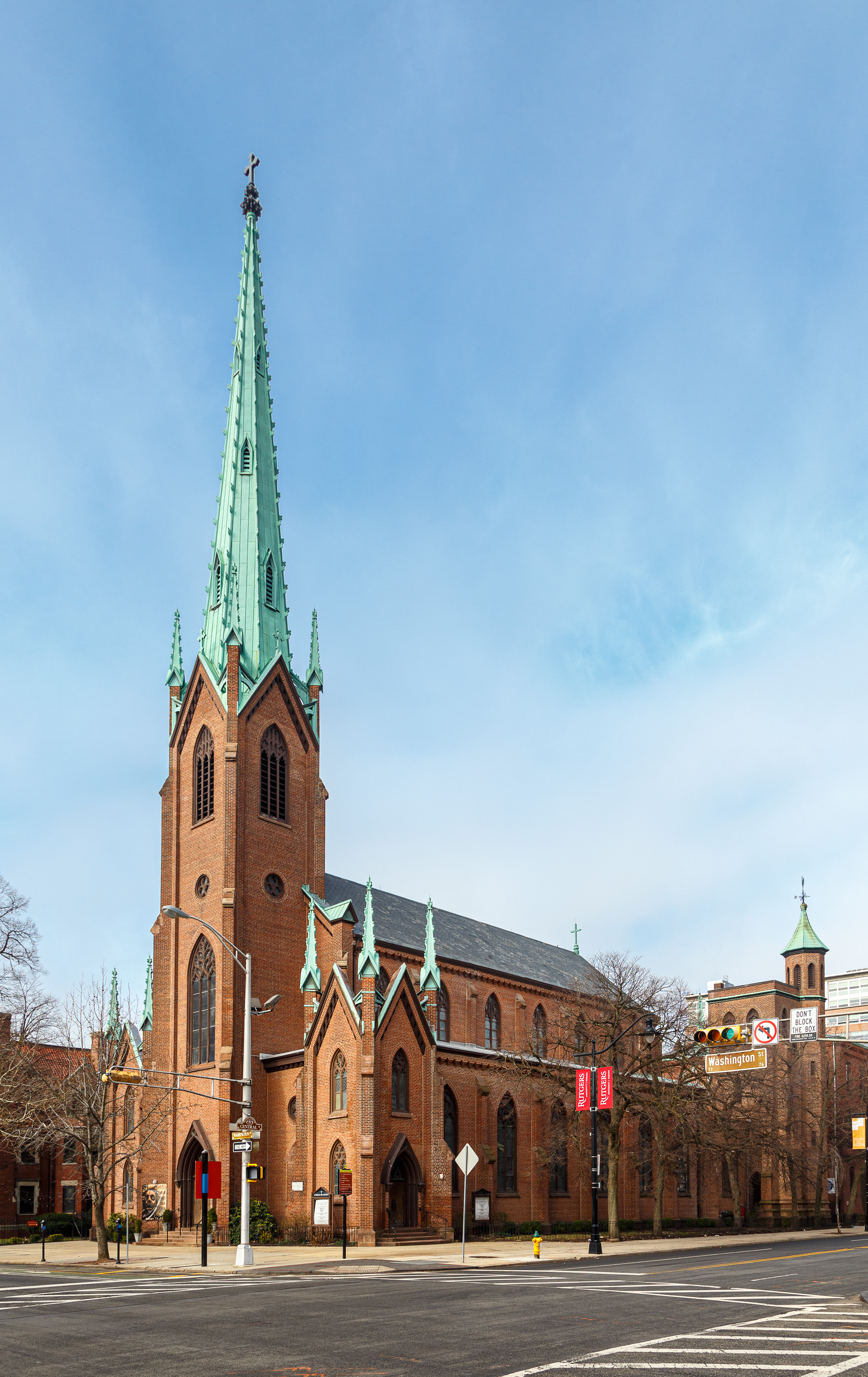
Procatedral de San Patricio, en Newark

La arquidiócesis tiene 1328 km² y extiende su jurisdicción sobre los fieles católicos de rito latino residentes en 4 condados del estado de Nueva Jersey: Bergen, Hudson, Essex y Union.
La sede de la arquidiócesis se encuentra en la ciudad de Newark, en donde se halla la Catedral basílica del Sagrado Corazón y la excatedral de San Patricio.
La arquidiócesis tiene como sufragáneas a las diócesis de: Camden, Metuchen, Paterson y Trenton.
En 2021 en la arquidiócesis existían 207 parroquias. 

## Historia
La diócesis de Newark fue erigida el 29 de julio de 1853 con el breve Apostolici ministerii del papa Pío IX, obteniendo el territorio de la arquidiócesis de Nueva York y de la diócesis de Filadelfia (hoy arquidiócesis de Filadelfia). Originalmente era sufragánea de la arquidiócesis de Nueva York.
El 2 de agosto de 1881 cedió una porción de su territorio para la erección de la diócesis de Trenton.
El 9 de diciembre de 1937 cedió una porción de su territorio para la erección de la diócesis de Paterson mediante la bula Recta cuiusvis del papa Pío XI.
El 10 de diciembre de 1937 fue elevada al rango de arquidiócesis metropolitana con la bula Quo utilius del papa Pío XI.

## Estadísticas
Según el Anuario Pontificio 2022 la arquidiócesis tenía a fines de 2021 un total de 1 367 550 fieles bautizados.
| Año                                                                             | Población            | Población | Población      | Sacerdotes | Sacerdotes    | Sacerdotes    | Bautizados por sacerdote | Diáconos permanentes | Religiosos | Religiosos | Parroquias |
| Año                                                                             | Bautizados católicos | Total     | % de católicos | Total      | Clero secular | Clero regular | Bautizados por sacerdote | Diáconos permanentes | Varones    | Mujeres    | Parroquias |
| ------------------------------------------------------------------------------- | -------------------- | --------- | -------------- | ---------- | ------------- | ------------- | ------------------------ | -------------------- | ---------- | ---------- | ---------- |
| 1950                                                                            | 1 098 951            | 2 480 892 | 44.3           | 867        | 595           | 272           | 1267                     |                      | 376        | 3606       | 209        |
| 1966                                                                            | 1 572 845            | 3 007 500 | 52.3           | 1321       | 890           | 431           | 1190                     |                      | 632        | 3381       | 253        |
| 1968                                                                            | 1 647 871            | 3 076 805 | 53.6           | 1386       | 900           | 486           | 1188                     |                      | 759        | 3000       | 252        |
| 1976                                                                            | 1 426 034            | 2 980 629 | 47.8           | 1151       | 760           | 391           | 1238                     | 80                   | 566        | 2742       | 253        |
| 1980                                                                            | 1 390 427            | 2 758 000 | 50.4           | 1163       | 791           | 372           | 1195                     | 200                  | 563        | 2480       | 248        |
| 1990                                                                            | 1 339 381            | 2 751 000 | 48.7           | 1089       | 769           | 320           | 1229                     | 221                  | 473        | 1860       | 241        |
| 1999                                                                            | 1 319 558            | 2 651 785 | 49.8           | 1001       | 757           | 244           | 1318                     | 230                  | 116        | 1505       | 236        |
| 2000                                                                            | 1 319 558            | 2 666 569 | 49.5           | 957        | 702           | 255           | 1378                     | 255                  | 388        | 1473       | 235        |
| 2001                                                                            | 1 319 558            | 2 655 985 | 49.7           | 938        | 699           | 239           | 1406                     | 251                  | 356        | 1374       | 235        |
| 2002                                                                            | 1 319 558            | 2 809 267 | 47.0           | 922        | 695           | 227           | 1431                     | 248                  | 357        | 1276       | 235        |
| 2003                                                                            | 1 319 558            | 2 809 267 | 47.0           | 929        | 702           | 227           | 1420                     | 198                  | 349        | 1318       | 234        |
| 2004                                                                            | 1 319 558            | 2 835 594 | 46.5           | 918        | 690           | 228           | 1437                     | 201                  | 336        | 1264       | 234        |
| 2009                                                                            | 1 395 000            | 2 970 000 | 47.0           | 827        | 651           | 176           | 1686                     | 172                  | 276        | 1053       | 224        |
| 2012                                                                            | 1 427 000            | 3 089 000 | 46.2           | 774        | 607           | 167           | 1843                     | 184                  | 267        | 809        | 220        |
| 2013                                                                            | 1 438 000            | 3 112 000 | 46.2           | 756        | 604           | 152           | 1902                     | 180                  | 268        | 853        | 218        |
| 2016                                                                            | 1 469 295            | 3 179 276 | 46.2           | 718        | 586           | 132           | 2046                     | 151                  | 247        | 853        | 216        |
| 2019                                                                            | 1 501 530            | 3 250 000 | 46.2           | 705        | 575           | 130           | 2129                     | 144                  | 215        | 708        | 212        |
| 2021                                                                            | 1 367 550            | 2 959 909 | 46.2           | 724        | 563           | 161           | 1888                     | 145                  | 239        | 699        | 207        |
| Fuente: Catholic-Hierarchy, que a su vez toma los datos del Anuario Pontificio. |                      |           |                |            |               |               |                          |                      |            |            |            |

## Episcopologio
- James Roosevelt Bayley † (29 de julio de 1853-30 de julio de 1872 nombrado arzobispo de Baltimore)
- Michael Augustine Corrigan † (14 de febrero de 1873-1 de octubre de 1880 nombrado arzobispo coadjutor de Nueva York[nota 8])
- Winand Michael Wigger † (11 de julio de 1881-5 de enero de 1901 falleció)
- John Joseph O'Connor † (24 de mayo de 1901-20 de mayo de 1927 falleció)
- Thomas Joseph Walsh † (2 de marzo de 1928-6 de junio de 1952 falleció)
- Thomas Aloysius Boland † (15 de noviembre de 1952-2 de abril de 1974 retirado)
- Peter Leo Gerety † (2 de abril de 1974-3 de junio de 1986 renunció)
- Theodore Edgar McCarrick (30 de mayo de 1986-21 de noviembre de 2000 nombrado arzobispo de Washington)
- John Joseph Myers † (24 de julio de 2001-7 de noviembre de 2016 retirado)
- Joseph William Tobin, C.SS.R., desde el 7 de noviembre de 2016